# Desa Selaawi (administrativ by i Indonesien, lat -6,55, long 107,48)
Desa Selaawi är en administrativ by i Indonesien.   Den ligger i provinsen Jawa Barat, i den västra delen av landet, 80 km sydost om huvudstaden Jakarta.